# Lista de clubes de futebol dos países membros da OFC

OFC Países pertencentes à OFC.

Esta é uma lista de clubes de futebol da OFC, que representa o continente da Oceania. A Austrália se juntou a AFC. Também estão na AFC Guam e Ilhas Marianas do Norte. As Ilha Cocos, a Ilha Christmas e Ilha Norfolk pertencem a Austrália. O Havaí, a Ilha Wake e as Ilhas Midway pertencem aos Estados Unidos. Estados Federados da Micronésia, Ilhas Marshall, Nauru, Palau, Ilhas Pitcairn, Tokelau e Wallis e Futuna não estão filiados a nenhuma associação. Kiribati, Niue e Tuvalu são filiados à OFC, mas não à FIFA. A Ilha de Páscoa é filiada à CONIFA.

## Estados Federados da Micronésia
- País:  Estados Federados da Micronésia
- Associação de futebol:  Associação Micronésia de Futebol
- Escalão máximo: Campeonato Micronésio de Futebol

2014/15 Chuuk Soccer League
| Clube             | Cidade | Estádio | Títulos (Último) |
| ----------------- | ------ | ------- | ---------------- |
| Xavier F.C.       |        |         |                  |
| Xavier F.C.       |        |         |                  |
| Chuuk High School |        |         |                  |
| Sapuk F.C.        |        |         |                  |
| Penia F.C.        |        |         |                  |
| Penia F.C.        |        |         |                  |

2015 Pohnpei State Football League
| Clube                   | Cidade | Estádio | Títulos (Último) |
| ----------------------- | ------ | ------- | ---------------- |
| Island Pitbulls F.C.    |        |         | 6 (2015)         |
| Team International F.C. |        |         | Nenhum           |

Liberation Day Tournament
| Clube                 | Cidade  | Estádio | Títulos (Último) |
| --------------------- | ------- | ------- | ---------------- |
| Kolonia Football Club | Kolonia |         | 1 (2015)         |
| Kitti Football Club   | Kitti   |         | Nenhum           |
| Nett Football Club    | Nett    |         | 2 (2015)         |
| U                     |         |         | Nenhum           |

Yap Island-wide Soccer League
| Clube             | Cidade | Estádio | Títulos (Último) |
| ----------------- | ------ | ------- | ---------------- |
| Fanif F.C.        |        |         | Nenhum           |
| G&B Club Rull     |        |         | Nenhum           |
| Maap F.C.         |        |         | Nenhum           |
| Nimgil Youth F.C. |        |         | 2 (2015)         |
| Weloy Strikers    |        |         | 1 (2016)         |

Yap Games
| Clube  | Cidade | Estádio | Títulos (Último) |
| ------ | ------ | ------- | ---------------- |
| Fanif  | Fanif  |         |                  |
| Maap   | Maap   |         | 1 (2011)         |
| Nimgil | Nimgil |         | 3 (2016)         |
| Tomil  | Tomil  |         |                  |

## Fiji
- País:  Fiji
- Associação de futebol: Associação de Futebol de Fiji
- Escalão máximo: Campeonato Fijiano de Futebol (Inglês: National Football League)

Premier League
| Clube   | Cidade  | Estádio                    | Capacidade | Títulos (Último) |
| ------- | ------- | -------------------------- | ---------- | ---------------- |
| Ba      | Ba      | Govind Park                | 13,500     | 20 (2016)        |
| Dreketi | Dreketi |                            |            | Nenhum           |
| Labasa  | Labasa  | Subrail Park               | 30,000     | 2 (2007)         |
| Lautoka | Lautoka | Churchill Park             | 25,000     | 3 (2009)         |
| Nadi    | Nadi    | Prince Charles Park        | 18,000     | 9 (2015)         |
| Nadroga | Nadroga | Lawaqa Park                | 12,000     | 3 (1993)         |
| Rewa    | Rewa    | Vodafone Ratu Cakobau Park | 12,000     | Nenhum           |
| Suva    | Suva    | ANZ Stadium                | 30,000     | 3 (2014)         |

National Club Championship
Grupo A
| Clube          | Cidade  | Títulos (Último) |
| -------------- | ------- | ---------------- |
| 4R Electrical  | Ba      | 3 (2015)         |
| Civic          | Suva    | 1 (2014)         |
| Kulululu Youth | Nadroga | Nenhum           |

Grupo B
| Clube     | Cidade  | Títulos (Último) |
| --------- | ------- | ---------------- |
| Bureta    | Suva    | Nenhum           |
| Greenstar | Nadroga | Nenhum           |
| Nailaga   | Ba      | Nenhum           |

Grupo C
| Clube       | Cidade            | Títulos (Último) |
| ----------- | ----------------- | ---------------- |
| Agriculture | Tailevu Naitasiri | Nenhum           |
| Lokia       | Tailevu Naitasiri | Nenhum           |
| Press       | Lautoka           | 1 (2016)         |

Grupo D
| Clube       | Cidade  | Títulos (Último) |
| ----------- | ------- | ---------------- |
| Blues       | Nadi    | Nenhum           |
| City United | Lautoka | Nenhum           |
| Gandhi      | Nadi    | Nenhum           |

## Havaí
- País:  Havaí
- Associação de futebol: Hawaii Soccer Association
- Escalão máximo: Campeonato Havaiano de Futebol

Division One 2015/16 Oahu
| Clube            | Cidade | Estádio | Capacidade | Títulos (Último) |
| ---------------- | ------ | ------- | ---------- | ---------------- |
| Aloha Amazon     |        |         |            | Nenhum           |
| Bulls Juniors    |        |         |            | Nenhum           |
| Dawgs            |        |         |            | Nenhum           |
| International    |        |         |            | Nenhum           |
| HSC Bulls        |        |         |            | 5 (2011/12)      |
| Koa United       |        |         |            | Nenhum           |
| Lanikai Thursday |        |         |            | Nenhum           |
| Lanikai Tuesday  |        |         |            | 12 (2013/14)     |
| Rush Latin HSC   |        |         |            | 2 (2014/15)      |
| Waipio           |        |         |            | Nenhum           |

Division One 2015/16 Kauai
| Clube        | Cidade   | Estádio | Capacidade | Títulos (Último) |
| ------------ | -------- | ------- | ---------- | ---------------- |
| Afterbunners | Hanapepe |         |            | 4 (2013/14)      |
| Canefire     |          |         |            | Nenhum           |
| Hanalei      | Hanalei  |         |            | 4 (2016)         |
| Kryptonite   | Wailua   |         |            | 3 (2009/10)      |

## Ilha Christmas
- País:  Ilha Christmas
- Associação de futebol: Christmas Island Soccer Federation
- Escalão máximo: Campeonato Natalense de Futebol

Temporada 2014
| Clube                | Cidade           | Estádio                  | Capacidade | Títulos (Último) |
| -------------------- | ---------------- | ------------------------ | ---------- | ---------------- |
| Casino Royales       | Flying Fish Cove | High School Soccer Field |            | 1 (1994)         |
| Christmas Island     | Flying Fish Cove | High School Soccer Field |            | Nenhum           |
| Drumsite Olympic     | Flying Fish Cove | High School Soccer Field |            | Nenhum           |
| Kampong Rangers      | Flying Fish Cove | High School Soccer Field |            | Nenhum           |
| Southpoint Wanderers | Flying Fish Cove | High School Soccer Field |            | Nenhum           |

## Ilha da Páscoa
- País:  Ilha da Páscoa
- Associação de futebol:
- Escalão máximo:

Temporada 2012
| Clube     | Cidade | Estádio | Capacidade | Títulos (Último) |
| --------- | ------ | ------- | ---------- | ---------------- |
| Hanga Roa |        |         |            |                  |
| Kotaro    |        |         |            |                  |
| Lavente   |        |         |            |                  |
| Tea Nui   |        |         |            |                  |

## Ilhas Cocos
- País:  Ilhas Cocos
- Associação de futebol: Cocos (Keeling) Islands Soccer Association
- Escalão máximo: Campeonato Coquense de Futebol

Temporada 2003/04
| Clube        | Cidade | Estádio | Capacidade | Títulos (Último) |
| ------------ | ------ | ------- | ---------- | ---------------- |
| Black Arrows |        |         |            |                  |
| Black Hawks  |        |         |            |                  |
| Flying Fish  |        |         |            |                  |
| Islanders    |        |         |            |                  |

## Ilhas Cook
- País:  Ilhas Cook
- Associação de futebol: Associação de Futebol das Ilhas Cook
- Escalão máximo: Campeonato Nacional de Futebol das Ilhas Cook (Inglês: Cook Islands Round Cup)

| Clube             | Cidade    | Estádio          | Capacidade | Títulos (Último) |
| ----------------- | --------- | ---------------- | ---------- | ---------------- |
| Avatiu            | Avatiu    |                  |            | 7 (1999)         |
| Matavera          | Matavera  |                  |            | Nenhum           |
| Nikao Sokattack   | Rarotonga | Nikao Field      |            | 6 (2009)         |
| Puaikura          | Arorangi  | BCI Stadium      | 3,000      | 4 (2016)         |
| Takuvaine         | Rarotonga |                  |            | 1 (1992)         |
| Titikaveka        | Avarua    | Titikaveka Field |            | 14 (1984)        |
| Tupapa Maraerenga | Avarua    | Victoria Park    | 1,000      | 11 (2015)        |

## Ilhas Marshall
- País:  Ilhas Marshall
- Associação de futebol: Marshall Islands Soccer Association
- Escalão máximo: Campeonato Marshallês de Futebol

Kwajalein Soccer League
| Clube              | Cidade    | Estádio | Capacidade | Títulos (Último) |
| ------------------ | --------- | ------- | ---------- | ---------------- |
| Bako               | Kwajalein |         |            | Nenhum           |
| Kwajalein          | Kwajalein |         |            | 2 (2016)         |
| Kwajalein Rejects  | Kwajalein |         |            | Nenhum           |
| Spartans Locals I  | Kwajalein |         |            | 3 (2006)         |
| Spartans Locals II | Kwajalein |         |            | Nenhum           |
| Swell              | Kwajalein |         |            | 4 (2015)         |

## Ilhas Salomão
- País:  Ilhas Salomão
- Associação de futebol: Federação Salomónica de Futebol
- Escalão máximo: Campeonato Salomonense de Futebol (Telekom S-League)

| Clube            | Cidade  | Estádio             | Capacidade | Títulos (Último) |
| ---------------- | ------- | ------------------- | ---------- | ---------------- |
| Guadalcanal      | Honiara | Lawson Tama Stadium | 22,000     | Nenhum           |
| Koloale          | Honiara | Lawson Tama Stadium | 22,000     | 4 (2011-12)      |
| Kossa            | Honiara | Lawson Tama Stadium | 22,000     | 1 (2006-07)      |
| Malaita Kingz    | Honiara | Lawson Tama Stadium | 22,000     | Nenhum           |
| Marist Fire      | Honiara | Lawson Tama Stadium | 22,000     | 3 (2016)         |
| Real Kakamora    | Honiara | Lawson Tama Stadium | 22,000     | Nenhum           |
| Solomon Warriors | Honiara | Lawson Tama Stadium | 22,000     | 3 (2015-16)      |
| Western United   | Honiara | Lawson Tama Stadium | 22,000     | 1 (2014-15)      |
| West Honiara     | Honiara | Lawson Tama Stadium | 22,000     | Nenhum           |

## Kiribati
- País:  Kiribati
- Associação de futebol: Associação de Futebol de Kiribati
- Escalão máximo: Campeonato Kiribatiano de Futebol

Temporada 2014
Grupo A
| Clube        | Local      | Títulos (Último) |
| ------------ | ---------- | ---------------- |
| Abaiang      | Abaiang    | Nenhum           |
| Butaritari   | Butaritari | Nenhum           |
| Makin        | Makin      | 2 (2013)         |
| Marakei      | Marakei    | Nenhum           |
| North Tarawa | Tarawa     | Nenhum           |

Grupo B
| Clube                | Local   | Títulos (Último) |
| -------------------- | ------- | ---------------- |
| Aranuka              | Aranuka | Nenhum           |
| Betio Town Council   | Betio   | 2 (2009)         |
| Kuria                | Kuria   | Nenhum           |
| Maiana               | Maiana  | Nenhum           |
| Tarawa Urban Council | Tarawa  | 1 (2004)         |

Grupo C
| Clube           | Local     | Títulos (Último) |
| --------------- | --------- | ---------------- |
| Abemama         | Abemama   | Nenhum           |
| Banaba          | Banaba    | Nenhum           |
| Nonouti         | Nonouti   | Nenhum           |
| Onotoa          | Onotoa    | Nenhum           |
| Tabiteuea North | Tabiteuea | Nenhum           |

Grupo D
| Clube           | Local     | Títulos (Último) |
| --------------- | --------- | ---------------- |
| Arorae          | Arorae    | 1 (2002)         |
| Beru            | Beru      | Nenhum           |
| Nikunau         | Nikunau   | Nenhum           |
| Tabiteuea South | Tabiteuea | Nenhum           |
| Tamana          | Tamana    | Nenhum           |

Grupo E
| Clube      | Local      | Títulos (Último) |
| ---------- | ---------- | ---------------- |
| Kiritimati | Kiritimati | Nenhum           |
| Tabuaeran  | Tabuaeran  | Nenhum           |
| Teraina    | Teraina    | Nenhum           |

## Nauru
- País:  Nauru
- Associação de futebol: Nauru Amateur Soccer Association
- Escalão máximo: Campeonato Nauruense de Futebol

Temporada 1998
| Clube           | Cidade |
| --------------- | ------ |
| Nauru Police    | Yaren  |
| Comp Phos       | Yaren  |
| Buada Sport     | Yaren  |
| Hospital        | Yaren  |
| Work Force Phos | Yaren  |
| University      | Yaren  |

## Niue
- País:  Niue
- Associação de futebol:  Associação de Futebol de Niue
- Escalão máximo: Campeonato Niueano de Futebol

Temporada 2005
| Clube   | Cidade      | Títulos (Último)  |
| ------- | ----------- | ----------------- |
| Alofi   | Alofi       | 2 (1985)          |
| Avatele | Avatele     | Nenhum            |
| Hakupu  | Hakupu-Atua | 1 (Antes de 1998) |
| Liku    | Liku        | Nenhum            |
| Mutalau | Mutalau     | Nenhum            |
| Talava  | Talava      | 4 (2005)          |
| Tuapa   | Tuapa       | 1 (Antes de 1998) |
| Vaiea   | Vaiea       | 3 (2012)          |

## Nova Caledônia
- País:  Nova Caledônia
- Associação de futebol: Federação Neocaledônia de Futebol
- Escalão máximo: Campeonato Neocaledônio de Futebol (Francês: Division d’Honneur)

| Clube           | Cidade               | Estádio                 | Capacidade | Títulos (Último) |
| --------------- | -------------------- | ----------------------- | ---------- | ---------------- |
| Bélep           | Le Mont-Dore, Nouméa | Stade Numa-Daly Magenta | 16,000     | Nenhum           |
| Gaïtcha         | Nouméa               | Stade Numa-Daly Magenta | 16,000     | 2 (2013)         |
| Hienghène Sport | Hienghène            | Stade de Hienghène      | 1,000      | Nenhum           |
| Horizon Patho   | La Roche             | Stade La Roche          | 3,000      | Nenhum           |
| Kunié           | Nouméa               | Stade Numa-Daly Magenta | 16,000     | Nenhum           |
| Lössi           | Nouméa               | Stade Numa-Daly Magenta | 16,000     | Nenhum           |
| Magenta         | Nouméa               | Stade Numa-Daly Magenta | 16,000     | 10 (2016)        |
| Mont-Dore       | Le Mont-Dore, Nouméa | Stade Numa-Daly Magenta | 16,000     | 4 (2011)         |
| Né Dréhu        | Lifou                | Stade de Hnassé         | 1,680      | Nenhum           |
| Poindimié       | Poindimié            |                         |            | Nenhum           |
| Tiga Sports     | Nouméa               | Stade Numa-Daly Magenta | 16,000     | Nenhum           |
| USC Nouméa      | Nouméa               | Stade Numa-Daly Magenta | 16,000     | 2 (1963)         |
| Wetr            | Nouméa               | Stade Numa-Daly Magenta | 16,000     | Nenhum           |

## Nova Zelândia
- País:  Nova Zelândia
- Associação de futebol:  Federação Neozelandeza de Futebol
- Escalão máximo: Campeonato Neozelandês de Futebol (Inglês: New Zealand Football Championship)

| Clube                       | Cidade                | Estádio                                   | Capacidade   | Títulos (Último) |
| --------------------------- | --------------------- | ----------------------------------------- | ------------ | ---------------- |
| Auckland City               | Sandringham, Auckland | Kiwitea Street                            | 3,250        | 6 (2014-15)      |
| Canterbury United           | Christchurch          | ASB Football Park                         | 9,000        | Nenhum           |
| Eastern Suburbs             | Panmure, Auckland     | Bill McKinlay Park                        | 5,000        | 1 (1971)         |
| Hamilton Wanderers          | Hamilton              | Porritt Stadium Waikato Stadium           | 5,000 25,800 | Nenhum           |
| Hawke's Bay United          | Napier                | Bluewater Stadium                         | 5,000        | Nenhum           |
| Southern United             | Dunedin               | Forsyth Barr Stadium Peter Johnstone Park | 30,500 ?     | Nenhum           |
| Tasman United               | Nelson                | Trafalgar Park                            | 18,000       | Nenhum           |
| Team Wellington             | Wellington            | David Farrington Park                     | 1,500        | 1 (2015-16)      |
| Waitakere United            | Whenuapai, Auckland   | The Trusts Arena Fred Taylor Park         | 4,900 2,500  | 5 (2012-13)      |
| Wellington Phoenix Reserves | Wellington            | Newtown Park                              | 5,000        | Nenhum           |

## Palau
- País:  Palau
- Associação de futebol:  Associação de Futebol de Palau
- Escalão máximo: Campeonato Palauense de Futebol

Palau Adult League 2014
| Clube           | Cidade | Estádio                   | Capacidade | Títulos (Último) |
| --------------- | ------ | ------------------------- | ---------- | ---------------- |
| Kramers         | Koror  | PCC Track & Field Stadium | 4,000      | 2 (2014)         |
| Lyon            | Koror  | PCC Track & Field Stadium | 4,000      | Nenhum           |
| New Star        | Koror  | PCC Track & Field Stadium | 4,000      | Nenhum           |
| Surangel Kings  | Koror  | PCC Track & Field Stadium | 4,000      | Nenhum           |
| Team Friendship | Koror  | PCC Track & Field Stadium | 4,000      | Nenhum           |

## Papua-Nova Guiné
- País:  Papua-Nova Guiné
- Associação de futebol: Associação Papuásia de Futebol
- Escalão máximo: Campeonato Papuásio de Futebol

Zona Norte
| Clube                 | Cidade | Títulos (Último) |
| --------------------- | ------ | ---------------- |
| Admiralty Palaiau     | Manus  | Nenhum           |
| Besta PNG United      | Lae    | Nenhum           |
| Goroka Gosiha         | Goroka | Nenhum           |
| Lae City Dwellers     | Lae    | 2 (2015/16)      |
| Madang Fox            | Madang | Nenhum           |
| Welgris Morobe United | Lae    | Nenhum           |

Zona Sul
| Clube                 | Cidade       | Títulos (Último) |
| --------------------- | ------------ | ---------------- |
| Erema Gulf            | Port Moresby | Nenhum           |
| Gigira Laitepo United | Lae          | Nenhum           |
| Hekari United         | Port Moresby | 8 (2014)         |
| FC Port Moresby       | Port Moresby | Nenhum           |
| PS Huawei             |              | Nenhum           |
| Rapatona              | Port Moresby | Nenhum           |

## Polinésia Francesa
- País:  Polinésia Francesa
- Associação de futebol: Federação Taitiana de Futebol
- Escalão máximo: Campeonato Taitiano de Futebol (Francês: Tahiti Division Fédérale)

| Clube          | Cidade         | Estádio                 | Capacidade | Títulos (Último) |
| -------------- | -------------- | ----------------------- | ---------- | ---------------- |
| Arue           | Arue           | Stade Pater Te Hono Nui | 11,700     | Nenhum           |
| Central-Sport  | Papeete        | Stade Pater Te Hono Nui | 11,700     | 20 (1983)        |
| Dragon         | Papeete        | Stade Pater Te Hono Nui | 11,700     | 2 (2013)         |
| Manu-Ura       | Paea           | Stade Paea              | 10,000     | 5 (2009)         |
| Olympic Mahina | Mahina         | Stade de Vénus          | 3,000      | Nenhum           |
| Pirae          | Pirae          | Stade Pater Te Hono Nui | 11,700     | 8 (2014)         |
| Taiti Sub-17   | Papeete        | Stade de Vénus          | 3,000      | Nenhum           |
| Taiarapu       | Taiarapu-Ouest | Stade Teahupoo          | 1,200      | Nenhum           |
| Tefana         | Faa'a          | Stade Louis Ganivet     | 5,000      | 5 (2016)         |
| Vénus          | Mahina         | Stade de Vénus          | 3,000      | 10 (2002)        |

## Samoa
- País:  Samoa
- Associação de futebol: Federação de Futebol de Samoa
- Escalão máximo: Campeonato Samoano de Futebol

| Clube              | Cidade           | Estádio          | Capacidade | Títulos (Último) |
| ------------------ | ---------------- | ---------------- | ---------- | ---------------- |
| Adidas             | Alamagoto        | Estádio Nacional | 3,500      | Nenhum           |
| AST Central United | Apia             | Estádio Nacional | 3,500      | Nenhum           |
| BSL Vaitele-Uta    |                  |                  |            | Nenhum           |
| Lupe o le Soaga    | Tuanaimato       | Estádio Nacional | 3,500      | 3 (2016)         |
| Moamoa Roosters    |                  |                  |            | Nenhum           |
| Mouala United      | Motauto, Apia    | Estádio Nacional | 3,500      | 1 (2009/10)      |
| Vailima Kiwi       | Malifa           | Estádio Nacional | 3,500      | 6 (2013/14)      |
| Vaimoso            | Apia             | Estádio Nacional | 3,500      | Nenhum           |
| Vaipuna            |                  |                  |            | Nenhum           |
| Vaitoloa United    | Vaitoloa, Apia   | Nenhum           |            |                  |
| Vaiusu             | Vaiusu           | Nenhum           |            |                  |
| Vaivase-Tai        | Tuanaimato, Apia | Estádio Nacional | 3,500      | 6 (2006)         |

## Samoa Americana
- País:  Samoa Americana
- Associação de futebol: Federação da Samoa Americana de Futebol
- Escalão máximo: Campeonato Nacional de Futebol de Samoa Americana

| Clube            | Cidade    | Estádio                   | Capacidade | Títulos (Último) |
| ---------------- | --------- | ------------------------- | ---------- | ---------------- |
| Black Roses      | Pago Pago | Pago Park Soccer Stadium  | 2,000      | 1 (2009)         |
| Green Bay        | Faga'alu  |                           |            | Nenhum           |
| Ilaoa & To'omata | Leone     | Nenhum                    |            |                  |
| Lion Heart       |           | Nenhum                    |            |                  |
| Pago Youth       | Pago Pago | Pago Park Soccer Stadium  | 2,000      | 5 (2016)         |
| PanSa            | Pago Pago | Pago Park Soccer Stadium  | 2,000      | 4 (2002)         |
| Royal Puma       |           |                           |            | Nenhum           |
| SKBC             |           | 1 (2013)                  |            |                  |
| Tafuna Jets      | Tafuna    | 1 (1976)                  |            |                  |
| Utulei Youth     | Utulei    | Veterans Memorial Stadium | 2,000      | 2 (2015)         |
| Vaiala Tongan    | Vaiala    |                           |            | Nenhum           |
| Vaitogi United   | Vailoatai | Nenhum                    |            |                  |

## Toquelau
- País:  Tokelau
- Associação de futebol: Associação de Futebol de Toquelau
- Escalão máximo: Campeonato Toquelauano de Futebol

| Clube    | Local              |
| -------- | ------------------ |
| Hakava   | Fale, Atol Fakaofo |
| Matalele | Fale, Atol Fakaofo |

## Tonga
- País:  Tonga
- Associação de futebol: Associação de Futebol de Tonga
- Escalão máximo: Campeonato Tonganês de Futebol

| Clube        | Local     | Títulos (Último) |
| ------------ | --------- | ---------------- |
| Kolomotuá    |           | Nenhum           |
| Marist Prems | Ma'ufanga | 1 (2009)         |
| Veitongo     | Tongatapu | 4 (2016)         |

## Tuvalu
- País:  Tuvalu
- Associação de futebol: Associação de Futebol de Tuvalu
- Escalão máximo: Campeonato Tuvaluano de Futebol

Tuvalu A-Division 2014
| Clube         | Ilha       | Estádio              | Capacidade | Títulos (Último) |
| ------------- | ---------- | -------------------- | ---------- | ---------------- |
| Lakena United | Nanumea    | Tuvalu Sports Ground | 1,500      | 2 (2006)         |
| Manu Laeva    | Nukulaelae | Tuvalu Sports Ground | 1,500      | Nenhum           |
| Nanumaga      | Nanumanga  | Tuvalu Sports Ground | 1,500      | Nenhum           |
| Nauti         | Funafuti   | Tuvalu Sports Ground | 1,500      | 9 (2014)         |
| Tamanuku      | Nukufetau  | Tuvalu Sports Ground | 1,500      | Nenhum           |
| Tofaga        | Vaitupu    | Tuvalu Sports Ground | 1,500      | Nenhum           |
| Nui           | Nui        | Tuvalu Sports Ground | 1,500      | Nenhum           |
| Niutao        | Niutao     | Tuvalu Sports Ground | 1,500      | 3 (2003)         |

## Vanuatu
- País:  Vanuatu
- Associação de futebol:  Federação de Vanuatu de Futebol
- Escalão máximo: Campeonato Vanuatuano de Futebol (Bislama:  Vanuatu Premia Divisen)

PVFA Premia Divisen
| Clube              | Local     | Estádio                     | Capacidade | Títulos (Último)      |
| ------------------ | --------- | --------------------------- | ---------- | --------------------- |
| Amicale            | Port Vila | Port Vila Municipal Stadium | 6,500      | 6 (2014/15) 4 (2015)  |
| Erakor Golden Star | Port Vila | Port Vila Municipal Stadium | 6,500      | 2 (2016)              |
| Ifira Black Bird   | Port Vila | Port Vila Municipal Stadium | 6,500      | Nenhum                |
| Mauriki            | Port Vila | Port Vila Municipal Stadium | 6,500      | Nenhum                |
| Shepherds United   | Port Vila | Port Vila Municipal Stadium | 6,500      | Nenhum                |
| Sia-Raga           | Port Vila | Port Vila Municipal Stadium | 6,500      | Nenhum                |
| Spirit 08          | Port Vila | Port Vila Municipal Stadium | 6,500      | Nenhum                |
| Tafea              | Port Vila | Port Vila Municipal Stadium | 6,500      | 15 (2008-09) 2 (2014) |
| Tupuji Imere       | Port Vila | Port Vila Municipal Stadium | 6,500      | Nenhum                |

National Super League
Grupo A
| Clube     | Local      | Títulos (Último) |
| --------- | ---------- | ---------------- |
| Akamb     | Malampa    | Nenhum           |
| Malnaruru | Shefa      | Nenhum           |
| Medics    | Tafea      | Nenhum           |
| Milo      | Luganville | Nenhum           |
| Nalkutan  | Tafea      | 1 (2016)         |

Grupo B
| Clube            | Local      | Títulos (Último) |
| ---------------- | ---------- | ---------------- |
| Eastland         |            | Nenhum           |
| Lenuke           | Weso       | Nenhum           |
| Malampa Revivors | Luganville | Nenhum           |
| Rainbow          | Sanma      | Nenhum           |
| Rangers          | Penama     | Nenhum           |

Grupo C
| Clube       | Local      | Títulos (Último) |
| ----------- | ---------- | ---------------- |
| Spirit 11   | Torba      | Nenhum           |
| Tanmet      |            | Nenhum           |
| Vaum United | Luganville | Nenhum           |
| Wanmolmol   |            | Nenhum           |

## Wallis e Futuna
- País:  Wallis e Futuna
- Associação de futebol: Wallis and Futuna Football Association
- Escalão máximo: Campeonato de Wallis e Futuna de Futebol

2010 Wallis Championship
| Clube             | Cidade   | Estádio                 |
| ----------------- | -------- | ----------------------- |
| AS Mata-Utu       | Mata-Utu | Mata-Utu Field          |
| Jeunesse Sportive | Mua      | Mua Field               |
| Alele             | Alele    | Alele Grounds           |
| Vaitupu           | Vaitupu  | Vaitupu Municipal Field |

2010 Futuna Championship
| Clube       | Cidade | Estádio        |
| ----------- | ------ | -------------- |
| Mata Lose   | Kolia  | Kolia Grounds  |
| Laione      | Nuku   | Nuku Grounds   |
| Santé Sport | Toloke | Toloke Grounds |
| Vaivevela   | Tavai  | Tavai Grounds  |